# Вінченцо I Гонзага
Вінченцо I Гонзага (італ. Vincenzo I Gonzaga; 21 вересня 1562, Мантуя — 18 лютого 1612, Мантуя) — герцог Мантуанський та герцог Монферратський з 1587 року. Син Гульєльмо Гонзага і Елеонори Австрійської. Останній великий правитель династії Гонзага.

## Біографія
У 1587 році після смерті батька став герцогом Мантуї і герцогом Монферрата (коронація відбулося 25 вересня 1587 року).
Був одним з найосвіченіших людей свого часу, знав кілька мов, прекрасно розбирався в музиці і поезії, був цінителем театрального мистецтва. Вінченцо сприяв культурному розквіту Мантуанського двору.
20 липня 1588 імператор Рудольф II надав Вінченцо право на щит герба Австрії з ерцгерцогською діадемою. Ґрунтуючись на своєму походженні від Габсбургів (по лінії матері), Вінченцо мав амбіції на імператорську корону, які залишалися абсолютно нереальними.
25 травня 1608 року Вінченцо створив Орден крові Ісуса Христа, схвалений Папою Римським Павлом V.
В силу різних обставин, в тому числі розкоші двору, за період правління Вінченцо політичний і економічний статус Мантуї істотно знизився.

## Покровитель наук і мистецтв
Взимку 1603/1604 років Мантуї відвідав Галілео Галілей в пошуках місця; домовленість не була досягнута, проте Вінченцо подарував вченому золотий ланцюг і два срібних блюда.
Зусиллями Вінченцо був звільнений з монастиря в Феррарі поет Торквато Тассо, де його тримали серед божевільних.
Одним з перших Вінченцо зацікавився творами феррарського поета Джамбаттисти Гваріні.
З 1590 (або 1591) до 1612 року за дворі Вінченцо працював Клаудіо Монтеверді. Хоча фінансова підтримка з боку Вінченцо була обмеженою, за цей період Клаудіо Монтеверді став значущим композитором свого часу; в музичній історії його ставлять на один щабель з Бахом і Бетховеном. Для постановки опер Клаудіо Монтеверді («Орфей», 1607; «Аріадна», 1608) герцог побудував театр на 1 000 місць; будівля була зруйнована під час війни 1628—1631 років. При дворі герцога почала кар'єру відома співачка і віолончелістка Елеонора Бароні.
Вінченцо надавав допомогу астроному і картографу Джованні Антоніо Маджіні в створенні географічного атласу Італії, надавши йому карти різних держав Італії. Атлас, що створювався з 1594 року, було надруковано сином астронома в 1620 році, після його смерті, і присвячений герцогу. У нього були включені карти кожної області Італії з точною специфікацією і історичними нарисами. Д. Маджіні був також наставником синів Вінченцо — Франческо і Фердінандо.
Одним з перших Вінченцо оцінив талант П. Рубенса. Рубенс був придворним живописцем герцога Мантуї протягом восьми років (1600—1608), виконував також дипломатичні доручення.